# Кастель-Сант-Анджело
Кастель-Сант-Анджело (італ. Castel Sant'Angelo) — муніципалітет в Італії, у регіоні Лаціо, провінція Рієті.
Кастель-Сант-Анджело розташований на відстані близько 75 км на північний схід від Рима, 13 км на схід від Рієті.
Населення — 1334 особи (2014).

## Демографія
Населення за роками:

Станом на 1 січня 2023 року в муніципалітеті офіційно проживали 74 іноземці з 16 країн, серед них 30 громадян країн Євросоюзу.

## Сусідні муніципалітети
- Борго-Веліно
- Читтадукале
- Мічильяно
- Рієті